# Saint-Geniès-de-Varensal
Saint-Geniès-de-Varensal ist eine französische Gemeinde mit 216 Einwohnern (Stand 1. Januar 2022) im Département Hérault in der Region Okzitanien.

## Geographie
Zwischen Mittelmeer und Mittelgebirge liegt Saint-Geniès-de-Varensal in dem Gebirgsmassiv der Monts de l’Espinouse.
Das Gemeindegebiet gehört zum Regionalen Naturpark Haut-Languedoc.

## Weblinks

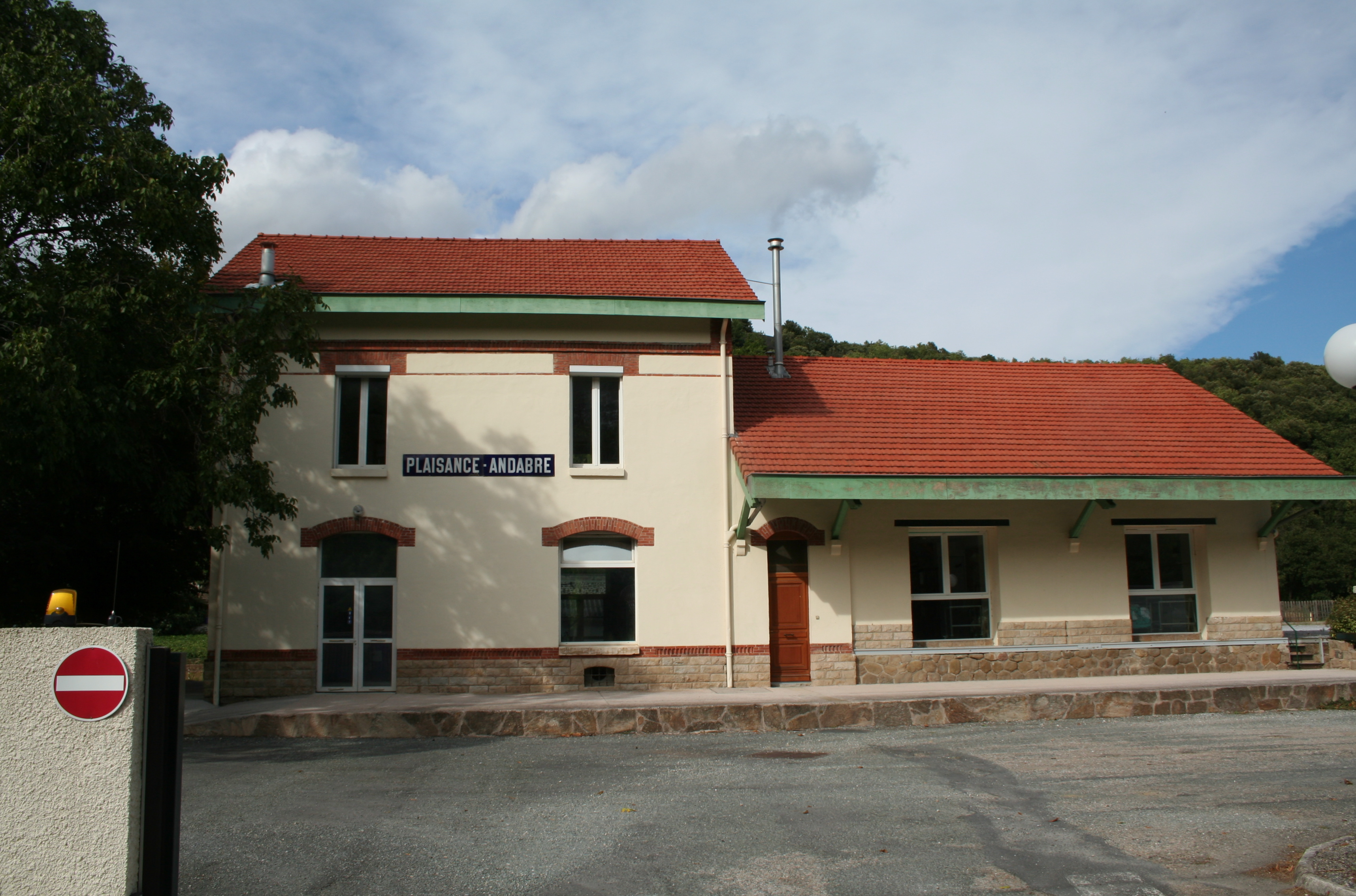
Bahnhof

## Demographie
| Jahr      | 1962 | 1968 | 1975 | 1982 | 1990 | 1999 | 2009 | 2017 |
| --------- | ---- | ---- | ---- | ---- | ---- | ---- | ---- | ---- |
| Einwohner | 140  | 200  | 214  | 223  | 207  | 209  | 194  | 209  |